# Cacomantis castaneiventris
A Cacomantis castaneiventris a madarak osztályának kakukkalakúak (Cuculiformes) rendjébe, ezen belül a kakukkfélék (Cuculidae) családjába tartozó faj.

## Rendszerezése
A fajt John Gould angol ornitológus írta le 1867-ben, a Cuculus nembe Cuculus (Cacomantis) castaneiventris néven.

## Alfajai
- Cacomantis castaneiventris arfakianus Salvadori, 1889
- Cacomantis castaneiventris castaneiventris (Gould, 1867)
- Cacomantis castaneiventris weiskei Reichenow, 1900[2]

## Előfordulása
Ausztrália, Indonézia és Pápua Új-Guinea területén honos. A természetes élőhelye szubtrópusi és trópusi hegyi esőerdők, mangroveerdők és száraz erdők. Állandó, nem vonuló faj.

## Megjelenése
Testhossza 24 centiméter, testtömege 34 gramm.

## Életmódja
Rovarokkal táplálkozik, főleg hernyókkal.

## Szaporodása
Fészekparazita, mint a legtöbb kakukkfaj.

## Természetvédelmi helyzete
Az elterjedési területe rendkívül nagy, egyedszáma pedig stabil. A Természetvédelmi Világszövetség Vörös listáján nem fenyegetett fajként szerepel.

## Külső hivatkozások
- Képek az interneten a fajról
- Xeno-canto.org - a faj hangja és elterjedési területe